# Damien Hustinx
 (janvier 2009).
Damien Hustinx, né le 24 mars 1954 à Liège en Belgique et mort le 20 octobre 2016 à Namur, est un photographe belge de tendance « plasticienne », qui poursuit depuis le milieu des années 1970 un travail cohérent, cherchant toujours à expérimenter de nouveaux moyens d’expression. Il est depuis 1982 professeur de photographie à l'École supérieure des arts Saint-Luc de sa ville natale, où il a été formé, et fut au début des années 1980 chargé de cours de photographie à l’Académie des Beaux-Arts de Charleroi.

## Biographie
C'est à partir de 1975 que Damien Hustinx débute ses premières expositions. Aujourd'hui, il jouit d'une solide renommée et voit ses œuvres exposées dans de nombreuses galeries, et acquises par plusieurs musées et collections publiques (collection de la Communauté française de Belgique, Stedelijk Museum à Amsterdam, Musée de l’Élysée à Lausanne, etc.). 
Le moins que l'on puisse écrire, au contact de ses œuvres qui baladent le visiteur depuis les années 1970 aux années 1990, est la constance dans l'originalité et le renouvellement. Damien Hustinx compose en recherchant l'effet plastique que peut procurer un détail, un angle de vue d'objets ou de lieux qui, d'emblée, pourraient sembler banals. Sous son objectif, portraits ou paysages prennent une allure particulière parce que soumise à un œil et une lecture critique et ironique tels l'Urinoir ou Au bord d'elle. Dans les années 1980, le photographe met en scène objets et personnages pour les besoins de la photo, comme ses peintures mortes, reflets de natures mortes célèbres, dont chaque objet est recouvert de ciment gris. 
Dans les années 1990, Damien Hustinx avait réalisé une importante série de photographies en couleurs, les « Explosions de pigment », pour lesquelles il avait réellement fait exploser des doses de pigment à l’aide de pétards. Très inattendu, tant au niveau de l'effet que de sa réalisation, ses Explosions de pigment immortalisent sur le papier une véritable explosion de couleurs. Les 126 explosions (car il y a 126 pigments sur le marché !) ont été, pour la première fois, exposées à l'espace d'art contemporain « Les Brasseurs » à Liège en 2003. Elles étaient accompagnées d’une nouvelle série de somptueuses photographies en couleurs montrant l’atelier du photographe-peintre-artificier, atelier devenu lui-même peinture en raison des dépôts aléatoires des poudres colorées.
Le titre générique de l’exposition, « En reste », faisait allusion aussi à deux nouveaux axes dans le travail de Damien Hustinx. D’une part, celui-ci a rassemblé des objets trouvés, qu’il expose, tels quels ou après les avoir transformés. Il déploie ainsi une véritable poétique de l’objet étrange, fondée sur de nombreux calembours verbaux et visuels. L’œuvre intitulée « Le Grand Mur », clin d’œil au « Grand verre » de Marcel Duchamp, rassemble avec beaucoup d’humour des objets ayant « un certain rapport avec l’art » : une palette de peintre voisine ainsi avec, entre autres, une rame, une pelle, un fer à repasser et le merveilleux revolver Eureka. Plus loin, un ballon rouge de deux mètres de diamètre, sorte de jouet d’enfant dix fois trop grand, poussé contre un des piliers de la galerie, se met à ressembler à un gigantesque postérieur menaçant le minuscule Manneken-Pis placé tout à côté. L’artiste aime mettre « Les pieds dans le plat », et installe un cochon (enfin, une statue de cochon) avec les sabots de devant dans des sabots flottant sur un baquet d’eau. Dans la pièce titrée « La voie », c’est, plus que l’ironie, l’étrangeté qui prédomine, une étrangeté que n’aurait pas désavouée Magritte : dans l’obscurité flotte une canne d’aveugle qui semble émettre de la lumière…
L’autre axe de l’exposition était constitué de nombreuses pièces qui recourent à la lumière, à la projection d’images et surtout à la vidéo. Certaines de ces œuvres s’inscrivent dans un registre plutôt grave, le thème de la mort y est présent (comme dans « Image-temps et Faux »), d’autres sont plus ludiques : dans « Point de vue », une minuscule caméra vidéo est fixée sur un robot-tondeuse à gazon. L’engin broute la pelouse du deuxième étage de l’Espace Brasseurs, obstinément mais selon un parcours aléatoire, et ce qu’il « voit » s’affiche en temps réel sur un écran géant. L’artiste célèbre ainsi les innombrables merveilles de la technologie des images. Une célébration aussi ironique que désinvolte, comme on pouvait s’y attendre…

## Sources
Cet article comporte de larges extraits de la présentation de deux expositions de Damien Hustinx à la Galerie de Wégimont au printemps 2003, et à l'Espace d'art contemporain « Les Brasseurs » de Liège à l'automne 2003.